# Stenosemus gallaecus
Stenosemus gallaecus is een keverslakkensoort uit de familie van de Ischnochitonidae. De wetenschappelijke naam van de soort is voor het eerst geldig gepubliceerd in 2001 door Carmona-Zalvide, Urgorri & García.